# Camila Zuluaga

CAMILA ZULUAGA SUAREZ

Camila Inés Zuluaga Suárez (Bogotá, 18 de mayo de 1985) es una periodista y presentadora de radio y televisión colombiana. 
M.A Política Pública (Columbia University), Politóloga (UniAndes). Comenzó su carrera desde muy joven como actriz, presentadora de televisión y radio, para luego desarrollar su carrera en el periodismo investigativo en el noticiero La W de la emisora W Radio Colombia junto a Julio Sánchez Cristo.  
Ha hecho importantes colaboraciones en medios escritos como el periódico El Nuevo Siglo, la revista The Rolling Stone,  el semanario El Pueblo de Cali, entre otros.   
Desde el 14 de noviembre de 2018 es directora del programa Mañanas Blu10am en la cadena radial Blu Radio en Mañanas Blu 10:30 A.M. y presenta el Código Caracol en Noticias Caracol en la emisión de las 7 p. m.  
Es Co fundadora de Dip-Detox, que es un centro de innovación y consultora en ciencias del comportamiento.   

## Carrera
Estudió en el Colegio San Patricio, posteriormente Ciencia Política en la Universidad de los Andes. Inició su carrera actuando en el seriado del Canal Uno Padres e Hijos, en el papel de Andrea Cortés, entre 1999 y 2000. Fue presentadora de los programas Play Tv y Súper Play transmitidos por el Canal 13. En 2005, fue DJ de la emisora juvenil Los 40 Principales de Caracol Radio, e hizo parte de la mesa de trabajo del informativo de W Radio Colombia en el Noticiero W y en los fines de semana. En 2006, hizo parte del equipo de noticias MTV y fue la primera colombiana en conducir un programa en MTV Latinoamérica. 
En 2008 entró a ser parte de La W con Julio Sánchez Cristo en el área de investigaciones y denuncias. Volvió a la televisión como directora y presentadora del programa "Puntos Cardinales" en el canal Día TV, de Claro. En 2011 empezó a escribir una columna en el diario El Pueblo de Cali y en el Nuevo Liberal de Popayán. También colaboró en El Espectador con una entrevista especial que se publicaba todos los martes.
En 2012 recibió el premio de periodismo del Círculo de Periodistas de Bogotá (CPB) en categoría "Periodista revelación del año". En 2013 fue llamada por el periodista Álvaro García para iniciar el proyecto de RED Más Noticias, noticiero del canal Día TV de Claro Televisión, en donde permaneció tres años. En octubre de 2015 recibió el Premio Nacional de Periodismo Simón Bolívar en la categoría mejor noticia en radio por su trabajo “El robo público y privado de la UNP".
En 2016 viajó a Nueva York para cursar la Maestría en Administración Pública en la Universidad de Columbia, siendo corresponsal para La W.
En 2018 se vinculó a Blu Radio y a Noticias Caracol como presentadora de Mesa Blu, en Mañanas Blu 10:30 A.M. bajo el nombre Colombia está al aire y de la sección Código Caracol de Noticias Caracol, reemplazando a María Lucía Fernández.
En 2021 fue galardonada con el premio Simón Bolívar en la categoría de mejor entrevista, por la realizada a Gilinski, dueño de la Revista Semana.  

## Vida personal
Está casada con el economista Gonzalo Fernández.